# Omar Arroyo Rodríguez
Omar Cecilio Arroyo Rodríguez (San Ramón; 22 de noviembre de 1955) es un exfutbolista costarricense. Jugó en tres clubes de su país.

## Trayectoria
Jugó en Ramonense, Alajuelense y San Carlos. Ganó la Primera División de Costa Rica con Alajuelense durante las temporadas 1983 y 1984 y la Copa de Campeones de la Concacaf 1986.
El 3 de junio de 1984 marcó uno de los goles más rápidos de la historia de la liga, que fue a los 15 segundos del partido entre Alajuelense contra San Carlos, precisamente el que sería su equipo. Anotó un total de 92 goles en 378 partidos de liga, 34 con Ramonense, 51 con Alajuelense y 7 con San Carlos.
Después de jubilarse en 1989 debido a una lesión persistente en la rodilla, trabajó para el Banco de Costa Rica hasta 1997. Regresó como entrenador del Municipal Naranjo de la Segunda División en 2002.

## Selección nacional
Jugó 16 partidos con la selección absoluta de Costa Rica de 1980 a 1985, anotando tres goles, el primero contra Cuba, el segundo frente a Yugoslavia (que fue en los Juegos Olímpicos) y el último contra Panamá, todos en el año de 1980.

### Participaciones en Juegos Olímpicos
| Evento                   | Sede  | Resultado     |
| ------------------------ | ----- | ------------- |
| Juegos Olímpicos de 1980 | Moscú | Primera ronda |

## Clubes
| Club                | País       | Año       |
| ------------------- | ---------- | --------- |
| Ramonense           | Costa Rica | 1977-1980 |
| Alajuelense         | Costa Rica | 1981-1989 |
| San Carlos (cesión) | Costa Rica | 1987      |

## Palmarés

### Títulos nacionales
| Título           | Equipo      | País       | Año  |
| ---------------- | ----------- | ---------- | ---- |
| Primera División | Alajuelense | Costa Rica | 1983 |
| Primera División | Alajuelense | Costa Rica | 1984 |

### Títulos internacionales
| Título                           | Equipo      | Sede     | Año  |
| -------------------------------- | ----------- | -------- | ---- |
| Copa de Campeones de la Concacaf | Alajuelense | Alajuela | 1986 |